# 레 위목제
레 위목제(베트남어: Lê Uy Mục / 黎威穆帝, 1488년 6월 14일(음력 5월 5일) ~ 1510년 1월 10일(음력 1509년 12월 1일))는 대월 후 레 왕조의 제8대 황제(재위: 1505년 ~ 1510년)이다. 성명은 레뚜언(베트남어: Lê Tuấn / 黎濬 여준)이고, 《명실록(明實錄)》과 《명사(明史)·안남전(安南傳)》의 기록에 따르면 레후옌(黎諠)이라고도 한다. 시호는 위목제(威穆帝)이다. 레 헌종의 둘째 아들로, 레 숙종의 서형이다. 절일은 천경성절(天慶聖節)이다.

## 생애
위목제는 주색을 탐닉했고 폭정을 자행하였으며, 어머니인 소인황태후(昭仁皇太后) 응우옌티껀(阮氏瑾)의 형제인 응우옌쫑(阮種), 응우옌바탕(阮伯勝)을 총애하고 신뢰하였다. 태황태후 응우옌티항(阮氏恒)과 예부상서(禮部尙書) 담반레(覃文禮), 도어사(都御史) 응우옌꽝밧(阮光弼) 등 그를 옹립하길 원하지 않은 자들은 모두 그에게 살해되었다. 명나라의 사신 허천석(許天錫)은 그를 풍자하여 '귀왕(鬼王)'이라고 불렀고, "안남 4백년의 운수는 매우 긴데, 하늘은 어찌하여 귀왕을 내려보냈단 말인가.(安南四百運尤長/天意如何降鬼王)"라는 내용의 시를 지었다.
위목제는 종친들을 잔인하게 살해하여 많은 종친들의 반감을 얻었다. 1509년, 위목제는 숙부인 레떤의 모든 아들을 살해하였는데, 간수공(簡修公) 레오아인 만이 옥졸에게 뇌물을 주고 도주할 수 있었다. 위목제는 자신을 보호하는 시위(侍衛)들을 고용했는데, 그 중에는 이후 막 왕조를 세우는 막당중도 있었다. 막당중과 위목제는 사이가 매우 가까웠고, 위목제는 막당중을 천무위도지휘사(天武衛都指揮使)로 승진시키니 막당중은 위목제의 재위기간 동안 매우 세력이 커졌다. 한편 레오아인은 다른 대신들과 함께 거병하여 위목제에게 반기를 들었다. 1509년, 위목제가 죽었는데, 사인은 명확하지 않다. 대월사기전서에는 두 가지 설이 있는데 하나는 레오아인에게 사로잡힌 뒤 짐독을 먹고 자살했다는 것이고, 다른 하나는 도망 중에 살해되었다는 것이다. 명사 외국전2에는 응우옌쫑이 위목제를 핍박하여 자살하게 한 뒤 동생인 응우옌바탕을 황제로 옹립하였고, 위목제를 민려공(愍厲公)으로 깎아내렸다가 이후 레꽝(黎廣)이 응우옌바탕을 주살한 뒤 레오아인을 옹립했다고 나와 있다.

## 가계

### 조부모와 부모
- 조부 : 성종순황제(Thánh Tông Thuần Hoàng Đế/聖宗淳皇帝) 레뜨타인(Lê Tư Thành/黎思誠/여사성)
- 조모 : 휘가태황태후(Huy Gia Thái Hoàng Thái Hậu/徽嘉太皇太后) 응우옌 티 항(Nguyễn Thị Hằng/阮氏恒/완씨항)
- 부친 : 헌종예황제(Hiến Tông Duệ Hoàng Đế/憲宗睿皇帝) 레땅(Lê Tăng/黎鏳/여쟁)
- 모친 : 소인황태후(Chiêu Nhân Hoàng Thái Hậu/昭仁皇太后) 응우옌 티 깐(Nguyễn Thị Cận/阮氏瑾/완씨근)

### 후비
- 위목황후(Uy Mục Hoàng Hậu/威穆皇后) 쩐 티 뚱(Trần Thị Tùng/陳氏松/진씨송) (? ~ 1509년)
- 궁인(宮人) 쩐 티 쭉(Trần Thị Trúc/陳氏竹/진씨죽) - 위목황후의 동생
- 비(妃) 여씨(Lê Thị/黎氏)

## 기년
| 위목제      | 원년            | 2년        | 3년        | 4년        | 5년        |
| ----------- | --------------- | ---------- | ---------- | ---------- | ---------- |
| 서력 (西曆) | 1505년          | 1506년     | 1507년     | 1508년     | 1509년     |
| 간지 (干支) | 을축(乙丑)      | 병인(丙寅) | 정묘(丁卯) | 무진(戊辰) | 기사(己巳) |
| 연호 (年號) | 단경(端慶) 원년 | 2년        | 3년        | 4년        | 5년        |

| 전 임 숙종 | 제8대 대월 후 레 왕조의 황제 1505년 ~ 1510년 | 후 임 양익제 |